# Bailando por un sueño: Centroamérica
Reto Centroamericano de Baile es un programa de televisión en donde países centroamericanos compiten en un reto regional de baile, los países que hasta el momento han participado en alguna temporada son: Costa Rica, El Salvador y Honduras. Dicho programa fue producido en su primera temporada bajo licencia de Televisa por Telecorporación Salvadoreña, Teletica y  Televicentro. 
La idea original del Reto Centroamericano de Baile fue de Teletica quién ya había producido un formato similar (Bailando por un Sueño: "El Reto" Costa Rica-Panamá) junto a Telemetro en el 2008. En el 2010, Teletica contactó a Telecorporación Salvadoreña para producir en conjunto el formato regional.

## Primera Temporada
Reto Centroamericano de Baile fue un programa de televisión donde por primera vez tres países de la región centroamericana compitieron en un reto regional de baile: Costa Rica, El Salvador y Honduras. Dicho programa fue producido bajo licencia de Televisa por Telecorporación Salvadoreña, Teletica y Televicentro. El inicio de este Reality Show Musical fue el 23 de enero de 2011 desde San Salvador, El Salvador y la gala final se llevó a cabo el domingo 27 de febrero del 2011 desde San José en Costa Rica.
La idea original del Reto Centroamericano de Baile fue de Teletica quién ya había producido un formato similar (Bailando por un Sueño: "El Reto" Costa Rica-Panamá) junto a Telemetro en el 2008. En el 2010, Teletica contactó a Telecorporación Salvadoreña para producir en conjunto el formato regional.
Esta contienda permitió fortalecer los lazos de unión y fraternidad de las naciones hermanas de Centroamérica y las tres televisoras se comprometieron a realizar con más frecuencia formatos regionales para unir a la región.

### Mecánica
La mecánica fue similar a Bailando por un sueño, con algunas ligeras diferencias ideadas y establecidas por la producción de las televisoras de los países contendientes.
Los concursantes se enfrentaron en festivos duelos ejecutando los géneros semanales programados por la producción. Las parejas fueron evaluadas de manera inmediata a la ejecución de sus coreografías con una puntuación del 5 al 10 por un estricto Jurado Multinacional conformado por un juez de cada país y un "juez neutral", el cual poseía el voto secreto. Antes de finalizar cada Gala, el voto secreto era revelado y debía sumarse a las calificaciones que ya se conocían, lo que daba como resultado el total alcanzado por cada equipo. Las calificaciones obtenidas a lo largo de las seis semanas del Show fueron acumuladas y se sumaron a la puntuación global de cada pareja; la que alcanzó la mayor puntuación se coronó ganadora del Reto, sólo se consideró la calificación del jurado (se omitió la participación del voto del público). El premio fue de $25 000 en efectivo para el primer lugar, $15 000 para el segundo lugar y $5 000 para el tercero.
Además, en las primeras tres galas, los participantes se enfrentaron a una prueba especial de baile que les otorgó puntos extra, el ganador fue seleccionado por el juez neutral. También, al final de cada programa se eligió al mejor paso, que fue premiado con dinero en efectivo; nuevamente, el ganador era elegido por el juez neutral.
Finalmente, lo innovador de este formato regional es que la pareja no luchaba por un sueño, ya que "se pretendía arraigar el orgullo nacional de las parejas". Es por ello que cada pareja fue identificada por el país al que representa.

### Localizaciones
El desarrollo del programa se realizó en los tres países participantes en el siguiente orden:
| Número | Fecha                 | Lugar                              | País        |
| ------ | --------------------- | ---------------------------------- | ----------- |
| Gala 1 | 23 de enero de 2011   | Foro 4 Telecorporación Salvadoreña | El Salvador |
| Gala 2 | 30 de enero de 2011   | Estudio RSF Televicentro           | Honduras    |
| Gala 3 | 6 de febrero de 2011  | Estudio Marco Picado Teletica      | Costa Rica  |
| Gala 4 | 13 de febrero de 2011 | Foro 4 Telecorporación Salvadoreña | El Salvador |
| Gala 5 | 20 de febrero de 2011 | Estudio RSF Televicentro           | Honduras    |
| Gala 6 | 27 de febrero de 2011 | Estudio Marco Picado Teletica      | Costa Rica  |

### Conductores
| Nombre            | País        | Ocupación                                      |
| ----------------- | ----------- | ---------------------------------------------- |
| Luciana Sandoval  | El Salvador | Presentadora / Modelo / Bailarina              |
| Edgar Silva       | Costa Rica  | Periodista / Presentador / Director Televisivo |
| Salvador Nasralla | Honduras    | Ingeniero / Presentador / Comentarista         |

### Jurado
| Nombre           | País        |
| ---------------- | ----------- |
| Osmel Poveda     | Honduras    |
| Humberto Canessa | Costa Rica  |
| Soren Barahona   | El Salvador |
| Lis Vega         | México      |

### Participantes
Cada televisora escogió a dos parejas por cada país: en el caso de El Salvador sus dos parejas fueron las finalsitas de BPS 3. En el caso de Costa Rica, sus parejas formaron parte de BPS 3. Las parejas representante de Honduras participaron en la única edición realizada hasta la fecha en ese país.
| Famoso en BPS        | Ocupación           | Soñador en BPS  | País        | Puesto Alcanzado |
| -------------------- | ------------------- | --------------- | ----------- | ---------------- |
| Nancy Dobles         | Presentadora        | Diego Torres    | Costa Rica  | Primer lugar     |
| Jeovanny Medrano     | Atleta              | Silvia Rodas    | El Salvador | Segundo lugar    |
| Natalia Álvarez      | Modelo/Presentadora | Jonathan Campos | Costa Rica  | Tercer lugar     |
| Kahory Trujillo      | Cantante Grupera    | Mauricio Franco | El Salvador | Cuarto Lugar     |
| Christian Santamaría | Futbolista          | Karla Pérez     | Honduras    | Quinto Lugar     |
| Sheyla Downing       | Cantante            | Toivo Ramos     | Honduras    | Quinto Lugar     |

### Ritmos y Mejores pasos
| Pareja           | 1° Gala (23.01.11) - Disco - Merengue  | 2° Gala (30.01.11) - Cha-cha-chá -Reguetón              | 3° Gala (06.02.11) - Rock & Roll -Lambada           | 4° Gala (13.02.11) - Bachata - Mambo | SEMIFINAL (20.02.11) - Tango - Samba          | GRAN FINAL (27.02.11) - Salsa - Hip hop - Género Libre GL |
| ---------------- | -------------------------------------- | ------------------------------------------------------- | --------------------------------------------------- | ------------------------------------ | --------------------------------------------- | --------------------------------------------------------- |
| Nancy/Diego      | -Disco inferno -Noches de fantasía     | -Yerberito moderno -Good looking (Mira qué bien te ves) | -Long Tall Sally -Mar de emociones (Bambolé)        | -Por un segundo -Lupita MP           | -Libertango -Tristeza                         | -La salsa la traigo yo -Party people -ArrasandoGL         |
| Jeovanny/Silvia  | -Stayin' alive MP -Si me dejas no vale | -Aprende a bailar el Cha-cha-chá -Na de na MP           | - Roll Over Beethoven -Dança do Amor                | -¿Cuándo volverás? -Mambo No.5       | -Fumando espero -Chillando goma               | -Cahondeao -Boom Boom Pow -La culebraGL                   |
| Natalia/Jonathan | -Le freak -Pégame tu vicio             | -Los marcianos (llegaron ya) -La gasolina               | -Hard headed woman -Dançando lambada                | -Por un beso -Politécnico            | -La Cumparsita -Mais que nada                 | -La Malanga -Shake Drop -CharlestonGL MP                  |
| Kahory/Mauricio  | -Hot stuff -Es mentiroso ese hombre    | -Oye cómo va -El ritmo no perdona (Prende)              | -Great Balls of Fire! -Chorando se foi (Lambada) MP | -Los infieles -¡Qué rico el mambo!   | -Por una cabeza -Magdalenha                   | -Descarga 73 -Right Round -VolaréGL                       |
| Christian/Karla  | -Another cha cha -Hombre divertido     | -El vacilón -Rompe                                      | -Hound Dog -Lambamor                                | -Su veneno -Mambo Universitario      | -Esta noche me emborracho -Coisinha do Pai MP | -Congo bongo -Shawty get loose -GarinaguGL                |
| Sheyla/Toivo     | -I will survive -La ventanita          | - Save the last dance for me -Impacto                   | - Tutti-frutti -Lambacaribe                         | -Mi corazoncito -Mambo No.8          | -El Choclo -As três rendeiras do Universo     | -Loco Bam Bam -Elevator -Just the Way You AreGL           |

     MP Mejor Paso de cada Gala: El mejor paso de la noche será premiado al final de la noche con $ 500, la juez neutral Lis Vega es la encargada de escogerlo. 
GL Género Libre, elegido por los participantes para la Gran Final: La Producción autorizó a los participantes para elegir un género extra el cual puntuará para la Tabla Global de posiciones. Los géneros escogidos fueron:
- Nancy y Diego: Pop latino
- Christian y Karla: Punta
- Kahory y Mauricio: Rumba flamenca
- Natalia y Jonathan: Charlestón
- Shyela y Toivo: Freestyle
- Jeovanny y Silvia: Quebradita.

### Pruebas Especiales de Baile
En las primeras tres galas los participantes se enfrentaron a una prueba especial de baile, la juez Lis Vega fue la encargada de escoger a la pareja ganadora.
- 1° Gala: Prueba de improvisación: Mujeres y Hombres

- Las Mujeres realizaron la interpretación individual a ritmo de Pop Latino con la canción "Loca", de Shakira. La ganadora fue Silvia Rodas de El Salvador .

- Los Hombres bailaron individualmente el Merengue Dominicano  "Bla, bla, bla" de Chino y Nacho resultando ganador Mauricio Franco de El Salvador .
- 2° Gala: Coreografía rápida: A-go-gó

Las parejas realizaron una coreografía para el mismo fragmento de 35 a 40 segundos de la canción "Tequila" al ritmo de A-go-gó. Los ganadores obtuvieron las siguientes puntuaciones extra: 3 puntos a Natalia y Jonathan de Costa Rica ; 2 puntos a Sheyla y Toivo de Honduras ; y 1 punto a Nancy y Diego de Costa Rica .
- 3° Gala: Coreografía grupal: Salsa Casino

Se formó dos grupos con una pareja de cada país para interpretar la Salsa "Fuego a la Jicotea" al estilo Casino. Los grupos fueron:
-Grupo 1: Kahory y Mauricio (El Salvador ), Sheyla y Toivo (Honduras, ) y Nancy y Diego (Costa Rica ).
-Grupo 2: Jeovanny y Silvia (El Salvador ), Christian y Karla (Honduras, ) y Natalia y Jonathan (Costa Rica ).
El ganador fue el Grupo 2, haciéndose acreedor de 2 puntos extra; mientras que el Grupo 1, de 1 punto.

### Calificaciones
| Pareja                             | 1° Gala (23.01.11) | 2° Gala (30.01.11) | 3° Gala (06.02.11) | 4° Gala (13.02.11) | SEMIFINAL (20.02.11) | GRAN FINAL (27.02.11) | Puntaje Global |
| ---------------------------------- | ------------------ | ------------------ | ------------------ | ------------------ | -------------------- | --------------------- | -------------- |
| Nancy Dobles / Diego Torres        | 66                 | 68                 | 71                 | 67                 | 74                   | 116                   | 462            |
| Jeovanny Medrano/ Silvia Rodas     | 71                 | 60                 | 63                 | 75                 | 72                   | 114                   | 455            |
| Natalia Álvarez / Jonathan Campos  | 59                 | 64                 | 72                 | 68                 | 74                   | 113                   | 450            |
| Kahory Trujillo / Mauricio Franco  | 63                 | 58                 | 68                 | 73                 | 72                   | 104                   | 438            |
| Christian Santamaría / Karla Pérez | 58                 | 62                 | 68                 | 68                 | 71                   | 103                   | 430            |
| Sheyla Downing/ Toivo Ramos        | 59                 | 62                 | 63                 | 71                 | 67                   | 108                   | 430            |

## Segunda Temporada
Reto Centroamericano de Baile es un programa de televisión donde por segunda vez tres países de la región centroamericana compiten en un reto regional de baile: Costa Rica, El Salvador, Panamá y Guatemala. Dicho programa es producido bajo licencia de Televisa por Telecorporación Salvadoreña a través de Canal 2, Televisora de Costa Rica Teletica Canal 7 y Corporación MEDCOM Panamá a través de Telemetro Canal 13. El inicio de este Reality Show Musical fue el 25 de febrero del 2012, En dicho programa es producido bajo licencia de Televisa por Albavisión a través de Canal 7.
Tras el éxito de la primera temporada, la región centroamericana decide unirse y brindar este reality show, en esta ocasión invitando a Panamá.

### Participantes
Cada televisora escogió a los integrantes del Grupo Coreográfico que representa al país. No necesariamente debían ser exparticipantes de "Bailando Por Un Sueño". 
| Bailarines                                                                                            | País        | Puesto Alcanzado |
| --- | ----------- | ---------------- |
| - Jessica Sánchez - Billy Grimaldi - Andrea Represa - Henry Urias - Laura Amaya - Héctor Chicas       | El Salvador | Primer lugar     |
| - Mariela Alvarado - Greivin Morgan - Iván Saballos - Diana de la O - Alonso Blanco - Gaudy Pemberton | Costa Rica  | Segundo lugar    |
| - Xavier Grandison - Jorge Campos - Cristina Maduro - Mónica Corro - Mónica Guzmán - David Gómez      | Panamá      | Tercer lugar     |

## Calificaciones
| Grupo                             | 1° Gala | 2° Gala | 3° Gala | 4° Gala | 5° Gala (Semifinal) | 6° Gala (Gran Final) | Voto Sorpresa | Desafíos | Puntaje Global |
| --------------------------------- | ------- | ------- | ------- | ------- | ------------------- | -------------------- | ------------- | -------- | -------------- |
| Grupo Coreográfico de El Salvador | 31,0    | 36,5    | 30,0    | 36,0    | 39                  | 58,5                 | 83            | 1,0      | 315,0          |
| Grupo Coreográfico de Costa Rica  | 30,0    | 30,0    | 36,0    | 36,0    | 36,5                | 59                   | 79,5          | 5,0      | 312,0          |
| Grupo Coreográfico de Panamá      | 26,5    | 31,0    | 35,0    | 32,5    | 39                  | 54,5                 | 80,5          | 4,0      | 303,0          |
| Grupo Coreográfico de Guatemala   | 26,5    | 31,0    | 35,0    | 32,5    | 39                  | 54,5                 | 80,5          | 4,0      | 303,0          |

     Ganadores.

     Segundo lugar.

     Tercer lugar.

     Puntaje más alto de cada Gala.

    
Puntaje más bajo de cada Gala.

| Predecesor: Reto Centroamericano de Baile 2011 | Reto Centroamericano de Baile 2012 | Sucesor: - |